# Lavoir à charbon

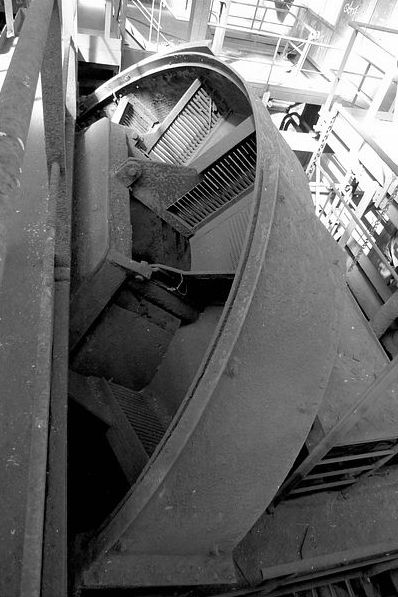
Machine symbolique dans un lavoir, le Drew Boy

Le lavoir à charbon (parfois appelé laverie) est apparu au milieu du XIXe siècle afin d'apporter une amélioration à la qualité des produits et aux conditions de travail du personnel.
Les lavoirs réalisent la préparation mécanique du charbon, c'est-à-dire la transformation du charbon extrait, ou charbon brut, en produits commercialisables répondant aux exigences des clients ou utilisables dans les centrales et chaufferies des houillères. Le Lavoir peut être employé pour des mines « découvertes » (à ciel ouvert) comme pour des mines souterraines.

## L'extraction du charbon
L'exploitation d'un gisement consiste à dégager le charbon des autres couches géologiques qui l'emprisonnent et à le transporter à la surface. 
En général les couches de charbon dont l'épaisseur varie de quelques centimètres à plusieurs mètres se situent sous terre avec des extrêmes, allant de 1 000 à 1 300 m de profondeur, considérée comme limite d'exploitation. 
Il faut donc des installations minières assez complexes pour aller chercher et traiter le charbon.

## Le charbon après l'extraction

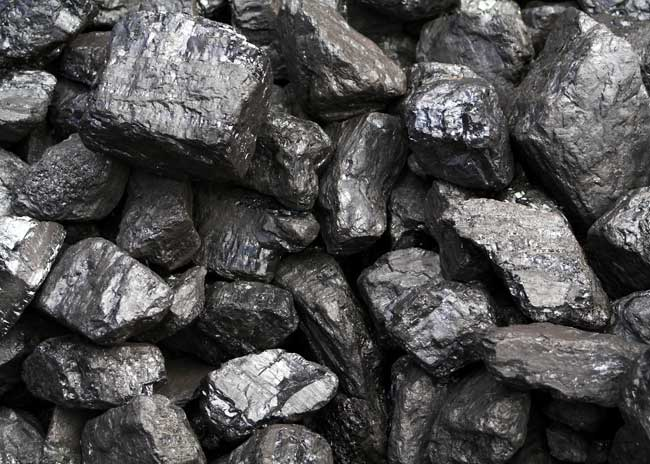
Charbon

Au sortir du fond, le charbon subit un triage, un calibrage et un lavage. Le charbon est séparé des pierres. Le charbon et les pierres n'ayant pas la même densité, on les plonge dans un liquide de densité intermédiaire (mélange d'eau et de magnétite). Les pierres tombent au fond et le charbon flotte ; le charbon est ensuite rincé pour être débarrassé du liquide dense.
Équipement d'un lavoir moderne, le Drew Boy
C'est un appareil permettant, à l'entrée des sucreries, de séparer les betteraves des pierres qui donna en 1947 à Marcel Dru, l'idée de transposer ce procédé ingénieux dans le domaine de la préparation des charbons, donnant ainsi naissance au Drew Boy (littéralement « Petit Garçon de Dru »). Marcel Dru était ingénieur à la PIC (Préparation Industrielle des Combustibles), société française implantée principalement à Fontainebleau-Avon.
Cette méthode à liqueur dense laisse quand même des résidus de charbon appelées Schlamms qui sont utilisés par les centrales thermiques.  Les étapes sont :
- le calibrage, le charbon étant classé en fonction de son calibre.
- le criblage oblige le charbon à passer sur des grilles au maillage de plus en plus fin. On groupe ainsi les morceaux de même grosseur.

Le charbon lavé est ensuite expédié vers les centres de vente, où les usines qui lui sont dépendantes (cokeries, centrales thermiques, usines d'agglomération en boulets).

## Les Lavoirs dans les Houillères Françaises

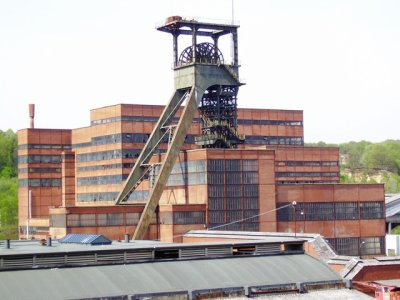
Puits et Lavoir Wendel 3 à Petite Rosselle (57), en 2009.

Dans chaque houillère des bassins nationalisés, on retrouve des groupes d'exploitations se partageant différentes concessions de terrains. Ces Groupes disposent de sièges d'extraction (ensemble de mines rattachées à une mine principale d'extraction du charbon). Les sièges sont le plus souvent équipés d'un, voire plusieurs lavoirs, à proximité du puits principal d'extraction. Les produits y sont envoyés grâce à des convoyeurs à bandes (tapis).

## La conservation des lavoirs à charbon en France

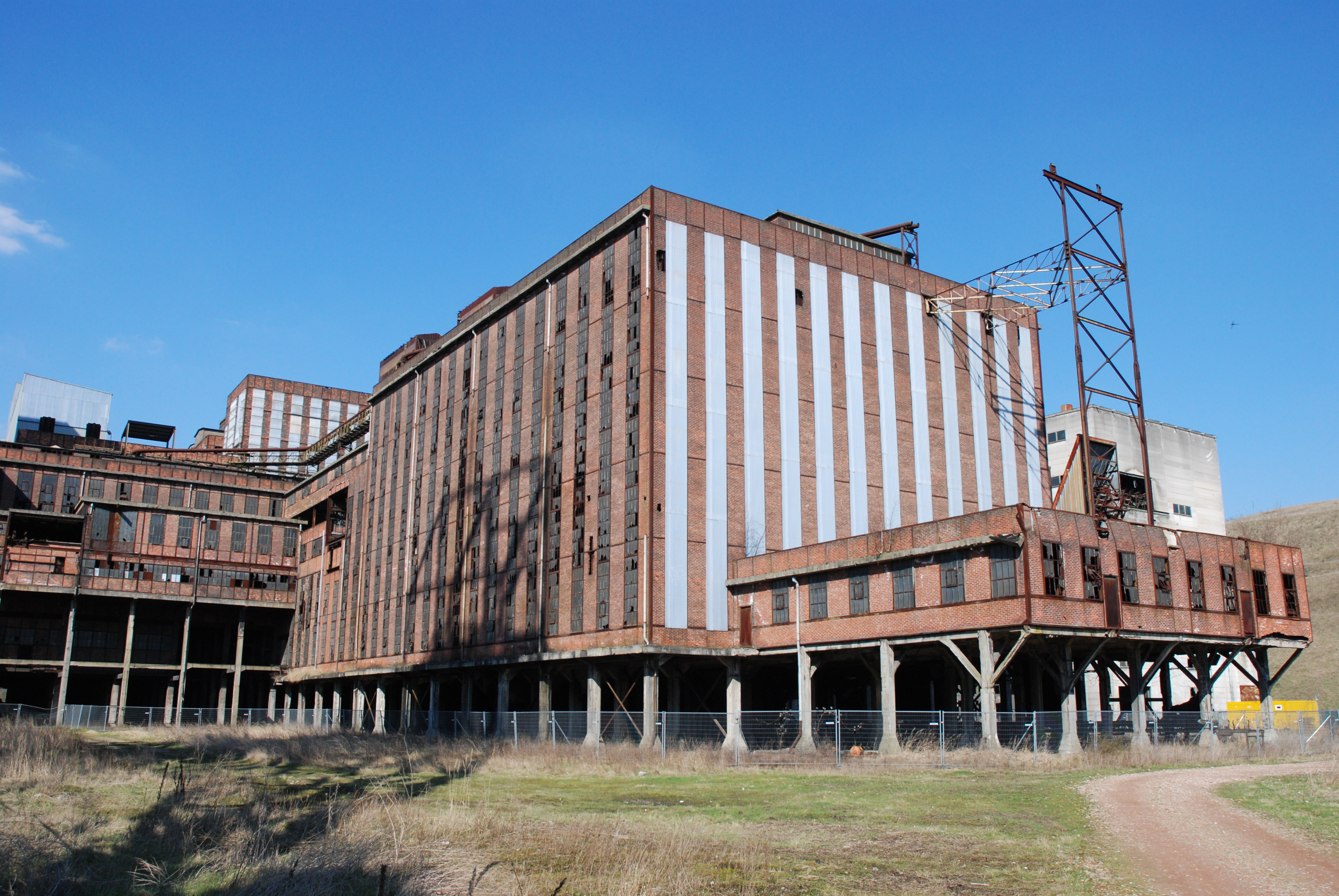
Le Triage-Lavoir de Beringen, en 2009.

Alors que de nombreux lavoirs ont été implantés sur le territoire national, très peu ont été conservés. Ceci est généralement dû à la complexité de la structure et de l'état général des installations après fermeture. En 2011, seuls 4 lavoirs sont encore visibles. En Lorraine, au puits Wendel (Musée du Bassin Houiller Lorrain), 2 lavoirs sont conservés. Dans les bassins du Centre, à Montceau-les-Mines et à Carmaux, 2 lavoirs sont également visibles. Celui de Montceau, appelé lavoir des Chavannes, est le plus impressionnant par sa taille et ses équipements conservés. L'ensemble est classé au titre des Monuments Historiques depuis son arrêt en 1999. Celui de Carmaux a été vandalisé à de nombreuses reprises et l'essentiel des machines ont à présent disparu. Il subsiste également quelques ruines éparses, comme la cokerie-lavoir du Chanois à Ronchamp surmonté d'une grande trémie en béton armé ou encore à la fosse Blignières des mines d'Anzin, où subsistent les ruines d'un lavoir datant de la fin du XIXe siècle, qui ne servait qu'à l'alimentation de deux batteries de fours à coke voisines.

## La conservation des lavoirs à charbon en Allemagne et en Belgique
Comme en France, les lavoirs furent rarement conservés en Allemagne et en Belgique une fois l'extraction terminée. Il en reste trois en Belgique, à Binche, Blegny et Beringen. Les lavoirs allemands de Göttelborn, Warndt en Sarre et Zollverein à Essen dans le bassin de la Ruhr existent toujours.